# Division 1 (Bélgica) 1981-82
La Primera División de Bélgica 1981/82 fue la 79.ª temporada de la máxima competición futbolística en Bélgica.

## Tabla de posiciones
| Pos | Equipo                    | PJ | PG | PE | PP | GF | GC | Pts | DG  | Notas                                                |
| --- | ------------------------- | -- | -- | -- | -- | -- | -- | --- | --- | ---------------------------------------------------- |
| 1   | Standard Liège            | 34 | 19 | 10 | 5  | 59 | 28 | 48  | +31 | Clasificado a la Copa de Campeones de Europa 1982-83 |
| 2   | RSC Anderlechtois         | 34 | 19 | 8  | 7  | 56 | 31 | 46  | +25 | Clasificado a la Copa de la UEFA 1982-83             |
| 3   | K.A.A. Gent               | 34 | 16 | 13 | 5  | 38 | 20 | 45  | +18 | Clasificado a la Copa de la UEFA 1982-83             |
| 4   | KSC Lokeren               | 34 | 17 | 10 | 7  | 56 | 32 | 44  | +24 | Clasificado a la Copa de la UEFA 1982-83             |
| 5   | Royal Antwerp FC          | 34 | 17 | 9  | 8  | 45 | 23 | 43  | +23 |                                                      |
| 6   | K.V. Kortrijk             | 34 | 14 | 10 | 10 | 39 | 35 | 38  | +4  |                                                      |
| 7   | K.S.K. Beveren            | 34 | 14 | 9  | 11 | 45 | 33 | 37  | +12 |                                                      |
| 8   | Lierse S.K.               | 34 | 14 | 8  | 12 | 49 | 51 | 36  | -2  |                                                      |
| 9   | K Waterschei SV Thor Genk | 34 | 11 | 8  | 15 | 44 | 55 | 30  | -11 | Clasificado a la Recopa de Europa 1982-83            |
| 10  | K.S.K. Tongeren           | 34 | 11 | 8  | 15 | 40 | 54 | 30  | -14 |                                                      |
| 11  | R.W.D. Molenbeek          | 34 | 11 | 7  | 16 | 41 | 49 | 29  | -8  |                                                      |
| 12  | KSV Waregem               | 34 | 10 | 9  | 15 | 30 | 34 | 29  | -4  |                                                      |
| 13  | FC Winterslag             | 34 | 10 | 9  | 15 | 24 | 49 | 29  | -25 |                                                      |
| 14  | Club Brugge K.V.          | 34 | 10 | 8  | 16 | 57 | 61 | 28  | -4  |                                                      |
| 15  | Cercle Brugge K.S.V.      | 34 | 10 | 8  | 16 | 46 | 46 | 28  | 0   |                                                      |
| 16  | RFC Liégeois              | 34 | 10 | 8  | 16 | 36 | 50 | 28  | -14 |                                                      |
| 17  | Beringen FC               | 34 | 9  | 9  | 16 | 33 | 50 | 27  | -17 | Descenso a la Division II                            |
| 18  | KV Mechelen               | 34 | 6  | 5  | 23 | 28 | 65 | 17  | -37 | Descenso a la Division II                            |

PJ = Partidos jugados; PG = Partidos ganados; PE = Partidos empatados; PP = Partidos perdidos; GF = Goles a favor; GC = Goles en contra; Pts = Puntos; DG = Diferencia de goles